# Løber (skak)
|   | a  | b  | c  | d  | e  | f  | g  | h  |   |
| 8 | a8 | b8 | c8 | d8 | e8 | f8 | g8 | h8 | 8 |
| 7 | a7 | b7 | c7 | d7 | e7 | f7 | g7 | h7 | 7 |
| 6 | a6 | b6 | c6 | d6 | e6 | f6 | g6 | h6 | 6 |
| 5 | a5 | b5 | c5 | d5 | e5 | f5 | g5 | h5 | 5 |
| 4 | a4 | b4 | c4 | d4 | e4 | f4 | g4 | h4 | 4 |
| 3 | a3 | b3 | c3 | d3 | e3 | f3 | g3 | h3 | 3 |
| 2 | a2 | b2 | c2 | d2 | e2 | f2 | g2 | h2 | 2 |
| 1 | a1 | b1 | c1 | d1 | e1 | f1 | g1 | h1 | 1 |
|   | a  | b  | c  | d  | e  | f  | g  | h  |   |

En løber er en brik i spillet skak. Hver spiller har to løbere ved spillets begyndelse. Den ene står umiddelbart til højre for kongen og den anden umiddelbart til venstre for dronningen. I algebraisk notation er startfelterne c1 og f1 for hvids løbere og c8 og f8 for sorts løbere.
Eftersom hver løber kun kan bevæge sig på enten de hvide eller sorte felter, omtales en spillers to løbere normalt som den hvide løber og den sorte løber. En anden benævnelse for de to løbere er kongeløberen og dronningeløberen ud fra, hvilken side de er placeret på i startopstillingen.
En løber har ingen begrænsning i længden af et træk, men er begrænset til diagonal bevægelse, fremad eller tilbage. Løbere kan ikke hoppe over andre brikker. Som det er tilfældet for de fleste andre brikker slår en løber en modstanders brik ved at stille sig på det felt, hvor modstander-brikken stod.
Fordi en løber kun har adgang til 32 af brættets felter (henholdsvis de sorte eller hvide) er det en noget svagere brik end et tårn, som har adgang til alle brættets 64 felter. Yderligere angriber et tårn altid 14 felter på et tomt bræt, mens en løber kun angriber fra syv til tretten felter, afhængigt af hvor nær den er placeret ved brættets centrum. Værdien af en løber sættes i almindelighed til 3 bønder, mens tårnet værdisættes til 5 bønder.
Løbere har tilnærmelsesvis samme styrke som springere. Løbere vinder i relativ styrke jo nærmere man kommer slutspillet ved at flere og flere brikker bliver slået, så der åbnes længere diagonaler, som løberen kan operere på. Når brættet er tomt, kan løberen virke på begge brættets fløje samtidig, hvorimod en springer bruger adskillige træk på at hoppe fra en fløj til en anden. I et åbent slutspil er tilstedeværelsen af begge løbere (løberparret) afgjort stærkere end kombinationerne en løber + en springer eller to springere. En spiller der har begge løbere, besidder en strategisk fordel ved at kunne opnå et fordelagtigt slutspil efter afbytning af tilstrækkeligt med brikker.
|   | a  | b  | c  | d  | e  | f  | g  | h  |   |
| 8 | a8 | b8 | c8 | d8 | e8 | f8 | g8 | h8 | 8 |
| 7 | a7 | b7 | c7 | d7 | e7 | f7 | g7 | h7 | 7 |
| 6 | a6 | b6 | c6 | d6 | e6 | f6 | g6 | h6 | 6 |
| 5 | a5 | b5 | c5 | d5 | e5 | f5 | g5 | h5 | 5 |
| 4 | a4 | b4 | c4 | d4 | e4 | f4 | g4 | h4 | 4 |
| 3 | a3 | b3 | c3 | d3 | e3 | f3 | g3 | h3 | 3 |
| 2 | a2 | b2 | c2 | d2 | e2 | f2 | g2 | h2 | 2 |
| 1 | a1 | b1 | c1 | d1 | e1 | f1 | g1 | h1 | 1 |
|   | a  | b  | c  | d  | e  | f  | g  | h  |   |

Modsat er en løber i partiets tidlige fase ofte hæmmet af begge spilleres bønder og den er derfor underlegen i forhold til springeren, som kan hoppe over disse forhindringer. Yderligere har en springer på et tæt besat bræt mulighed for at angribe to brikker samtidig ved en springergaffel. Selvom dobbeltangreb også er teknisk muligt for en løber, forekommer det forholdsvis sjældent som en mulighed i praktisk spil.
Hvis en løber er svær at få placeret nær centrum, hvor dens virkning er størst, kan man vælge at fianchettere den, f.eks. ved at rykke bonden fra g2-g3 og løberen fra f1 til g2. Dette danner et stærkt forsvar for en konge, der efter rokade befinder sig på g1, og løberen kan ofte samtidig udøve pres i den lange diagonal h1 til a8. En sådan fianchetteret løber bør ikke afbyttes uden ekstra omtanke, for så kan hullerne i bondeformationen foran kongen hurtigt vise sig katastrofale. Den manglende løber gør spilleren svag på de felter, løberen skulle beskytte.
En spiller, som kun har en løber tilbage, skal i almindelighed søge at placere sine bønder på felter af den farve, som løberen ikke bevæger sig på. Derved kan spilleren nemlig kontrollere felter af begge farver, tillader løberen at bevæge sig frit mellem bønderne og hjælper til at fixere modstanderens bønder på felter, hvor løberen kan angribe dem. En løber, som er hæmmet af egne bønder, kaldes ofte nedsættende for en "høj bonde" eller blot en "dårlig løber".
Et slutspil hvor begge spillere råder over en løber, men hvor løberne kontrollerer henholdsvis de hvide og de sorte felter (kaldet uligefarvede løbere), vil ofte resultere i uafgjort spil (remis), selvom den ene spiller har en eller to bønder mere end den anden. Spillerne vil nemlig vinde kontrol over felter af modsatte farver, og resultatet bliver at spillet "kører fast". Derimod kan slutspil med løbere af samme farve føre til gevinst, selvom en spiller i øvrigt kun har en minimal fordel.
Slutspillet konge + løber mod konge kan ikke vindes tvangsmæssigt og er derfor altid remis.
Derimod vinder en konge og 2 løbere mod en enlig konge.